# Keewatin Air
Keewatin Air ist eine Fluggesellschaft, die von Winnipeg, Manitoba, Kanada aus operiert. Die Gesellschaft bietet Charterdienste und Ambulanzflüge an.

## Geschichte
Die Fluggesellschaft wurde 1971 von Frank Robert May (der Pilot bei Lamb Air war) und seiner Frau Judy Saxby in der Region Keewatin, damals Teil der Northwest Territories, gegründet. Sie wurde als „Keewatin Air Limited“ gegründet, um Charterdienste in der Region anzubieten. Es war die erste Fluggesellschaft mit einer ständigen Basis in Nunavut (damals bekannt als die Keewatin-Region der Nordwest-Territorien).
Im Jahre 1987 wurde sie um medizinische Evakuierungsdienste (MEDEVAC) in die spätere Kivalliq, Nunavut erweitert, wobei eine Flugzeugflotte eingesetzt wurde, die mit einem Tradewind-Flugzeug begann – einer mehrfach modifizierten Beech 18 mit Turbinentriebwerk und Dreirad-Fahrwerk. Auf dieses Flugzeug folgte eine Westwind, eine weitere modifizierte Beech 18 mit Turbinentriebwerken, und schließlich wurden diese durch Merlin IIA-Flugzeuge ersetzt, die den zusätzlichen Vorteil hatten, eine Druckkabine und Turboprops zu haben. Der MEDEVAC-Dienst ist jetzt als „Nunavut Lifeline“ bekannt.
Derzeit (Stand 2023) sind drei King Air 200 in Rankin Inlet Airport stationiert, eines am Churchill Airport, Manitoba und zwei am Iqaluit Airport, wo die Fluggesellschaft auch einen Learjet 35 für die Langstrecken nach Ottawa und einen Pilatus PC-12 für den Zugang zu den Kurzstrecken stationiert. 1998 gründete das Unternehmen Kivalliq Air, um Linienflüge innerhalb der Region Kivalliq sowie nach Winnipeg und Churchill anzubieten. Dieser Dienst wurde inzwischen eingestellt.
Im Jahr 2005 wurde das Unternehmen an den Exchange Industrial Income Fund (jetzt Exchange Income Corporation), Eigentümer von Perimeter Aviation, Bearskin Airlines und Calm Air, verkauft. May und Saxby leiteten die Fluggesellschaft nach dem Verkauf für kurze Zeit weiter.

## Flotte
Mit Stand Februar 2023 besteht die Flotte aus 24 Flugzeugen:
| Flugzeugtyp               | aktiv | bestellt | Anmerkungen | Sitzplätze |
| ------------------------- | ----- | -------- | ----------- | ---------- |
| Cessna Citation 560 Ultra | 01    |          |             | 8          |
| Beechcraft King Air 200   | 19    |          |             | 8–10       |
| Pilatus PC-12             | 01    |          |             | 9          |
| Gesamt                    | 24    |          |             |            |

## Zwischenfälle
- Am 22. Dezember 2012 war das Passagierflugzeug Swearingen SA227-AC Metro III (C-GFWX) in einen Unfall am Flughafen Sanikiluaq, NU (YSK), Kanada, verwickelt. Die Flugbesatzung erlitt schwere Verletzungen, 6 Passagiere erlitten leichte Verletzungen und ein Passagier, ein Kleinkind, wurde tödlich verletzt.

Nach einem versuchten visuellen Anflug auf die Piste 09 wurde ein Non-Precision Non-Directional Beacon (NDB)-Anflug auf die Piste 27 durchgeführt. Es wurde Sichtkontakt mit der Pistenumgebung hergestellt und ein Kreisen auf die Piste 09 eingeleitet. Der Sichtkontakt mit der Umgebung der Start- und Landebahn 09 ging verloren und es wurde eine Rückkehr zum Sanikiluaq NDB durchgeführt. Ein zweiter NDB-Anflug auf die Landebahn 27 wurde mit der Absicht durchgeführt, auf der Landebahn 27 zu landen. Nach dem Passieren des Fehlanflugpunkts wurde Sichtkontakt mit der Landebahnumgebung hergestellt. Nach einem steilen Abstieg wurde eine zurückgewiesene Landung 20 bis 50 Fuß über der Landebahn eingeleitet; das Flugzeug landete ungefähr 525 Fuß hinter dem Abflugende der Piste 27.

Wahrscheinliche Ursachen (unter anderen): Das Fehlen erforderlicher Flugdokumente, wie Instrumentenanflugkarten, Wetterbedingungen unterhalb der veröffentlichten Landeminima für den Anflug auf den Ausweichflughafen CYGW (Kuujjuarapik) und unzureichender Treibstoff für CYGL (La Grande Rivière) machten alle günstigen Umleitungsmöglichkeiten zunichte. Aufgrund des fehlenden Instrumentenanflugs für die Gegenwindpiste und der erfolglosen Kreiseversuche entschied sich die Besatzung für die Landung mit Rückenwind, was zu einem steilen, instabilen Anflug führte. Der endgültige Sinkflug wurde hinter dem Fehlanflugpunkt eingeleitet und führte in Kombination mit dem Rückenwind von 14 Knoten dazu, dass das Flugzeug über dem gewünschten Sinkflug von 3 Grad blieb, keiner der Piloten hörte die Warnungen des Bodennähe-Warnsystems.